# Filà Navarros
La filà Navarros és una agrupació que participa a les festes de Moros i Cristians d'Alcoi per part del bàndol cristià. La filà s'inspira en els navarresos. El 1998 fou una de les primeres filades en admetre dues dones com a membres de ple dret, fet que provocà tres dimissions al si de l'organització.